# Годич
Годич (словен. Godič) је насељено место у општини Камник, Средњесловенска регија, Словенија.

## Историја
До територијалне реорганизације у Словенији био је у саставу старе општине Камник.

## Становништво
У попису становништва из 2011. године, Годич је имао 689 становника.
| Број становника према пописима | Број становника према пописима | Број становника према пописима |
| ------------------------------ | ------------------------------ | ------------------------------ |
| 1991                           | 2002                           | 2011                           |
| 621                            | 655                            | 689                            |

## Галерија
- поглед на Годич са северозапада
- подручје горње Камнишке долине и Алпа